# Cmentarz wojenny w Gdeszynie
Cmentarz wojenny w Gdeszynie – cmentarz z I wojny światowej znajdujący się we wsi Gdeszyn w województwie lubelskim, w powiecie zamojskim, w gminie Miączyn.
Cmentarz założono na planie prostokąta o wymiarach około 100 na 70 m, otoczonym wałem ziemnym. Pierwotnie składał się z 70 mogił zbiorowych i 408 pojedynczych, obecnie układ mogił zatarty.
Na cmentarzu pochowano nieznaną liczbę żołnierzy austro-węgierskich.